# Cryptoclididae

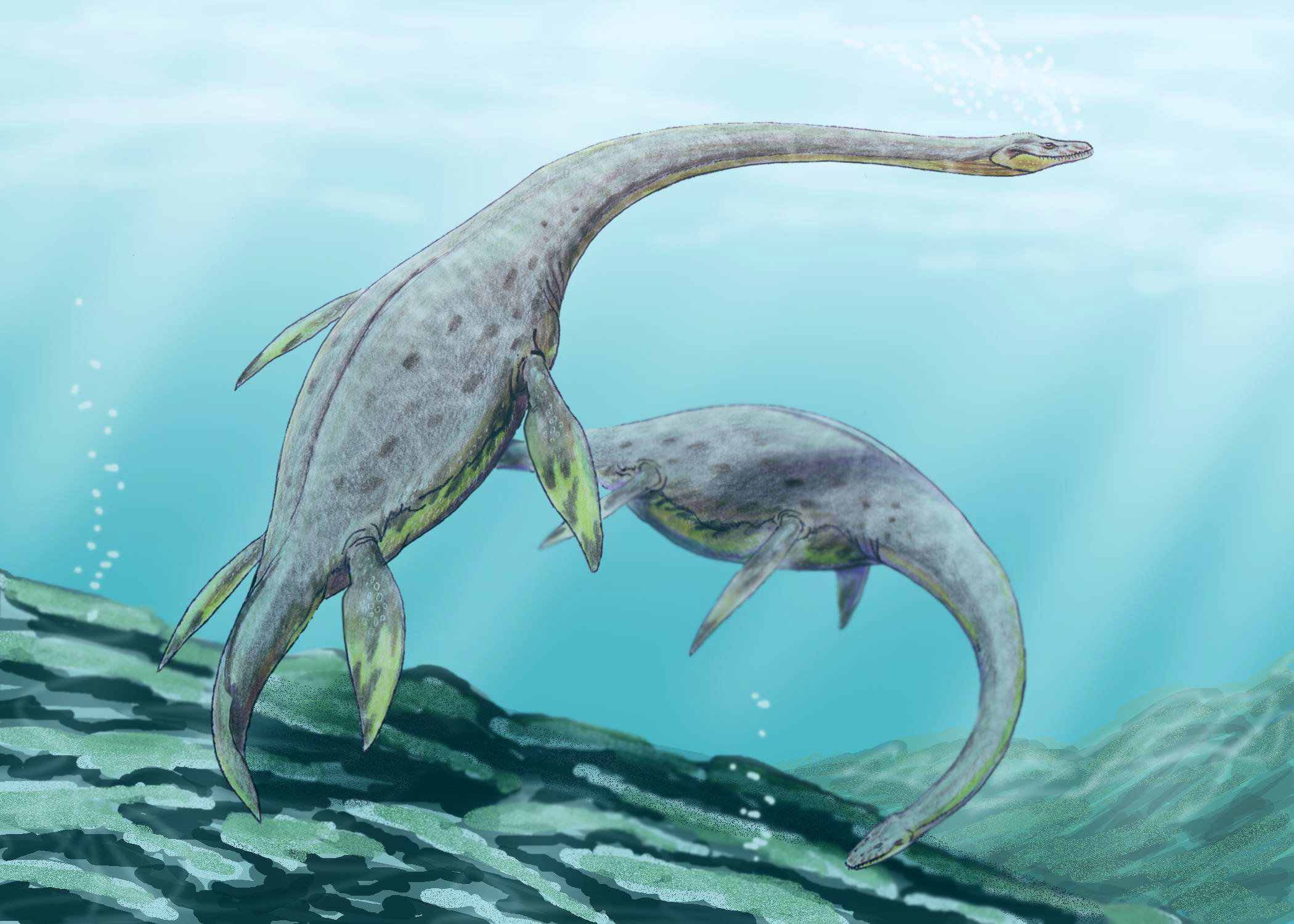
Pareja de Muraenosaurus leedsi

Los criptoclídidos (Cryptoclididae) son una familia de plesiosaurios de tamaño medio que vivieron desde el Jurásico Medio hasta el Cretácico Superior. Poseían largos cuellos, cráneos cortos y anchos y dientes densamente agrupados. Se alimentaban de presas de cuerpos planos como pequeños peces y crustáceos.

## Sistemática
En 2010, Kaiwhekea fue transferido a Leptocleididae y Aristonectes fue reclasificado como Elasmosauridae.
Cladograma basado en el análisis de Ketchum y Benson (2010):
|  | Muraenosaurus |
|  |               |
|  | Tricleidus    |
|  |               |

|  | Cryptoclidus  |
|  |               |
|  | Kimmerosaurus |
|  |               |

|  | Muraenosaurus |
|  |               |
|  | Tricleidus    |
|  |               |

|  | Cryptoclidus  |
|  |               |
|  | Kimmerosaurus |
|  |               |

## En la cultura popular

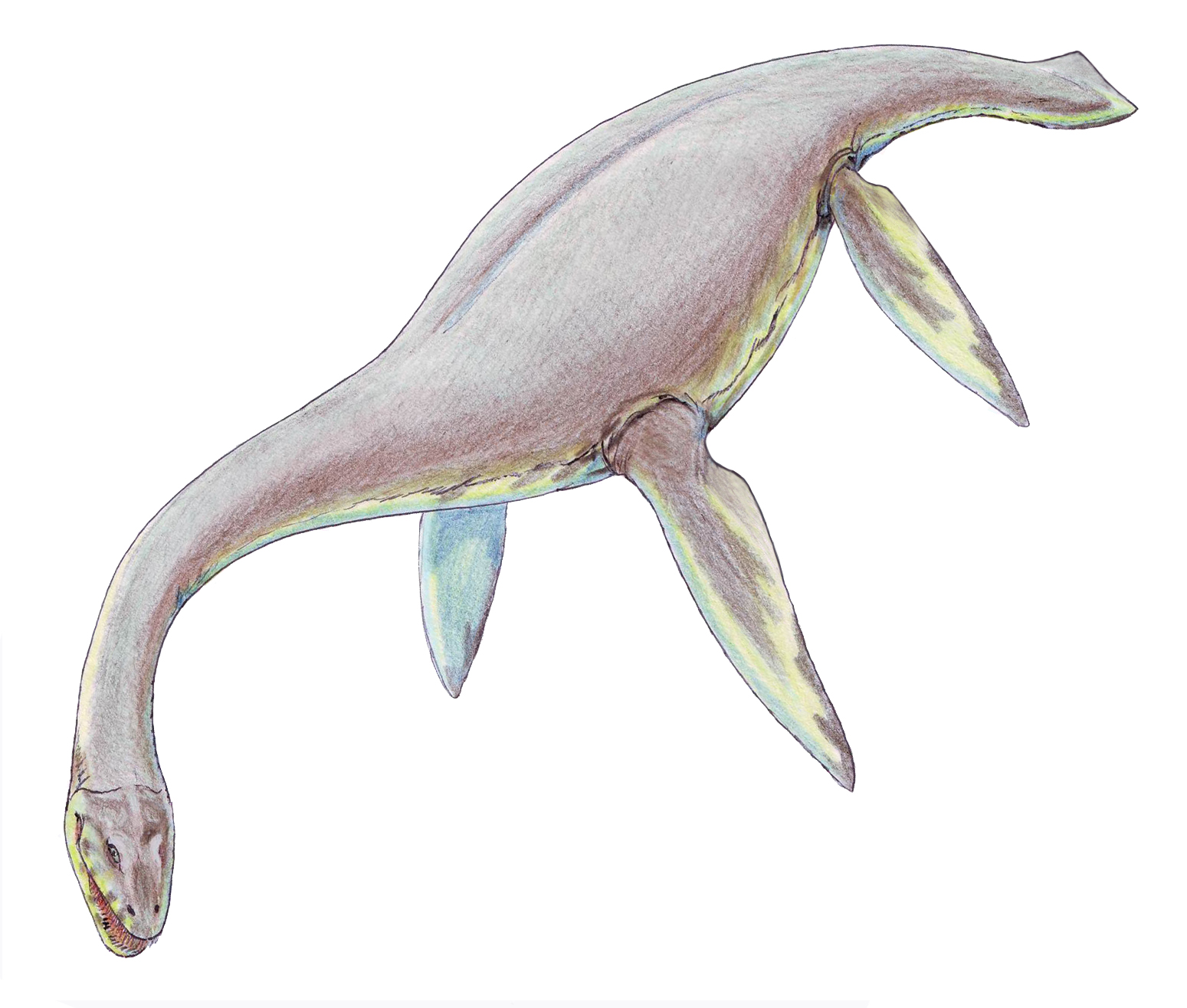
Cryptoclidus oxonensis

Un género del Jurásico europeo, Cryptoclidus, fue representado en la serie de televisión de la BBC Paseando con Dinosaurios.